# Día de la Sed
El Día de la Sed, en  árabe: ﻳﻮﻢ ﺍلعطش, Yawm al-aṭash, es el nombre que tradicionalmente se da en la historiografía  árabe a una batalla librada en 724 entre el kanato Türgesh turco y el califato Omeya a orillas del  río Jaxartes, en Transoxiana, el Tayikistán moderno, en Asia Central. El ejército omeya, bajo el mandato del ibn musulmán Sa'id al-Kilabi, estaba haciendo campaña en el valle de Ferghana cuando se enteró del avance de Türgesh. Inmediatamente, los árabes comenzaron una retirada apresurada a los Jaxartes, perseguidos y acosados por la caballería Türgesh. Finalmente, después de 11 días, el ejército omeya llegó a los jaxartes, donde quedó atrapado entre los türgesh y las fuerzas de los principados transoxianos autóctonos. Sin embargo, los árabes lograron atravesar y cruzar el río hasta Juyand. La derrota de los omeyas llevó al colapso del dominio musulmán sobre gran parte de la región, que hasta el año 740 seguía siendo un territorio disputado, en el que tanto los árabes como los türgesh luchaban por el control de la misma.

## Antecedentes
La región de Transoxiana, en  árabe: Ma wara' al-nahr, había sido conquistada por el líder omeya Qutayba ibn musulmán en el reinado de al-Walid I (r. 705-715), tras las conquistas musulmanas de Persia y Jurasán a mediados del siglo VII.Sin embargo, las lealtades de las poblaciones nativas iraníes y turcas de Transoxiana y de los gobernantes locales autónomos permanecieron cuestionables, como se demostró en 719, cuando los príncipes transoxianos enviaron una petición a los chinos y a sus vasallos türgesh para que prestaran ayuda militar contra los gobernantes del Califato, respondiendo los türgesh lanzando una serie de ataques contra los musulmanes en Transoxiana a partir del año 720. Estas incursiones se sumaron a los levantamientos contra el Califato entre los sogdianos locales. El gobernador omeya de Jurasán, Sa'id ibn Amr al-Harashi, reprimió duramente los disturbios y restauró la posición musulmana casi a lo que había sido durante la época de Qutayba, excepto el valle de Ferghana, sobre el que se perdió el control.

## Expedición contra Ferghana y el «Día de la Sed»
En 723, al-Harashi fue reemplazado como gobernador por el musulmán ibn Sa'id al-Kilabi, que decidió a finales del año siguiente lanzar una expedición con el objetivo de apoderarse de Ferghana. La campaña se enfrentó a dificultades ya en sus primeras etapas, cuando llegó la noticia de la adhesión de un nuevo califa, Hisham ibn Abd al-Malik, y el nombramiento de un nuevo gobernador de Irak, Khalid al-Qasri. Esto llevó a que las rivalidades tribales de los árabes de Jurasán, que habían durado mucho tiempo, pasaran a primer plano: las tropas yemeníes —árabes del sur— en Balkh se negaron inicialmente a unirse a la campaña, ya que esperaban la inminente retirada de al-Kilabi, que era de origen árabe del norte, por parte del nuevo régimen. Solo después de que Nasr ibn Sayyar encabezara una fuerza de Mudaris —árabes del norte— contra ellos y los derrotara en Baruqan, los yemeníes se unieron al ejército de al-Kilabi. La campaña siguió adelante cuando Khalid al-Qasri escribió a al-Kilabi, urgiéndole a continuar hasta que su sustituto, el hermano de Khalid, Asad, llegara a Khurasan. Sin embargo, 4000 soldados de la tribu yemení Azd abandonaron el ejército.
Al-Kilabi dirigió a su ejército a lo largo del valle de Jaxartes hasta Ferghana y lo sitió mientras devastaba el campo circundante. En ese momento, el ejército omeya se dio cuenta de que el Türgesh khagan Suluk avanzaba contra ellos con un ejército más fuerte que el suyo. Abandonando el sitio, el ejército musulmán se retiró tan apresuradamente hacia el sur que se afirmó que cubrieron una distancia en un día que equivalía a tres días de viaje normal. En el segundo día, después de que los árabes cruzaron el río Wadi al-Subuh, el ejército de Türgesh los alcanzó y atacó un campamento secundario construido por Abdallah ibn Abi Abdallah de forma independiente de la principal fuerza árabe. Los árabes y sus aliados sogdianos sufrieron graves bajas, entre ellos la muerte del hermano del gobernante de Samarcanda, Ghurak, pero lograron repeler el ataque.
Los árabes continuaron su retiro durante ocho días más, durante los cuales fueron constantemente acosados por la caballería de Türgesh. El noveno día, los árabes llegaron a los yaxarts solo para encontrar su camino bloqueado por sus enemigos, las tropas de los principados nativos de  Shash y Farghana, y los restos de la rebelión sogdiana que Sa'id al-Harashi había reprimido. Los árabes acamparon y quemaron todo su equipaje, que supuestamente valía un millón de dirhams, en preparación para la batalla. Al día siguiente, a pesar de la sed y de estar rodeados entre los Türgesh en su retaguardia y las fuerzas transoxiánicas al frente, los desesperados árabes lograron atravesar las líneas enemigas y cruzar los Jaxartes. Como escribe al-Tabari, cuando llegaron a la relativa seguridad de Juyand, sufriendo de hambre y agotamiento, las tropas se dispersaron en desorden. Allí, la dirección del ejército fue formalmente transferida a Abd al-Rahman ibn Na'im al-Ghamidi, quien dirigió los restos del ejército de vuelta a Samarcanda.

## Consecuencias e impacto
La derrota del ejército árabe, y las bajas sufridas, fue un catalizador para el colapso casi total del dominio musulmán en Transoxiana en los próximos años. En palabras del erudito británico H. A. R. Gibb, fue prácticamente la última expedición agresiva de los árabes a Transoxania en quince años, pero de mucha mayor importancia fue el golpe que sufrió el prestigio árabe. Los papeles se invirtieron y de ahora en adelante los árabes se encontraron a la defensiva y fueron gradualmente expulsados de casi todos los distritos del Oxus.  El nuevo gobernador omeya, Asad al-Qasri, hizo campaña incesantemente en los años siguientes, pero sin conseguir ningún resultado importante. Asad también trató de asegurar la cooperación de las élites locales aboliendo por un tiempo el pago de impuestos por parte de los conversos nativos —mawali—, pero esta política fue rechazada por los propios árabes de Khurasani, y fue revertida por el sucesor de Asad, Ashras ibn Abdallah al-Sulami. Esto condujo a un levantamiento general de Transoxiana en 728, y con la ayuda militar de Türgesh los árabes fueron expulsados de casi toda la región. Transoxiana siguió siendo impugnada, y los árabes no recuperaron su posición anterior hasta las campañas de Nasr ibn Sayyar en 739-741, que se aprovechó del colapso del khaganate de Türgesh en guerras civiles tras el asesinato de Suluk en 738.